# Patronnage
Pour les articles homonymes, voir Patronage et Patronage paroissial.
Un patronnage ou patronage, est un patron auquel on rajoute les valeurs de couture, c'est-à-dire les réserves de tissu laissées entre les piqûres et le bord brut du tissu. Pour réaliser le patronage, on va travailler à partir d'un gabarit nommé patron de base. Les valeurs de couture sont variables suivant le textile utilisé.
D'après Johanna Zanon dans son étude sur la maison de couture Jean Patou, ce sont les premières d’atelier qui matérialisent, en haute couture, le croquis ou l'idée d'un vêtement en créant son patronage.